# Morinda brevipes
Morinda brevipes là một loài thực vật có hoa trong họ Thiến thảo. Loài này được S.Y.Hu mô tả khoa học đầu tiên năm 1951.